# Mimèsis
La mimèsis (en grec ancien : μίμησις / mímêsis), de μιμεῖσθαι (mīmeisthai, « imiter », de μῖμος, « imitateur, acteur »), est une notion philosophique introduite par Platon dans La République, puis reprise et développée par Aristote.
Le sens de ce terme a évolué au cours des siècles. Il s'applique tout d'abord dans un contexte religieux à la danse, au mime et à la musique. Il ne s'agit pas de reproduire l'apparence du réel, mais d'exprimer la dynamique, la relation active avec une réalité vivante. Chez certains auteurs, la mimèsis désigne au contraire l'imitation du réel : pour Démocrite, l'imitation de la nature par la technique (le tissage imite celui de l'araignée).
Le terme mimèsis ne doit pas être confondu avec le mimétisme animal, ou le mimétisme comportemental (aspect de la psychologie humaine), termes qui désignent une palette de comportements pouvant porter des noms différents dans les multiples sciences humaines et sociales (imitation, identification, intussusception, etc.). La mimèsis porte aussi sur le rapport de l'art au réel.

## Évolution du concept

### La conception platonicienne

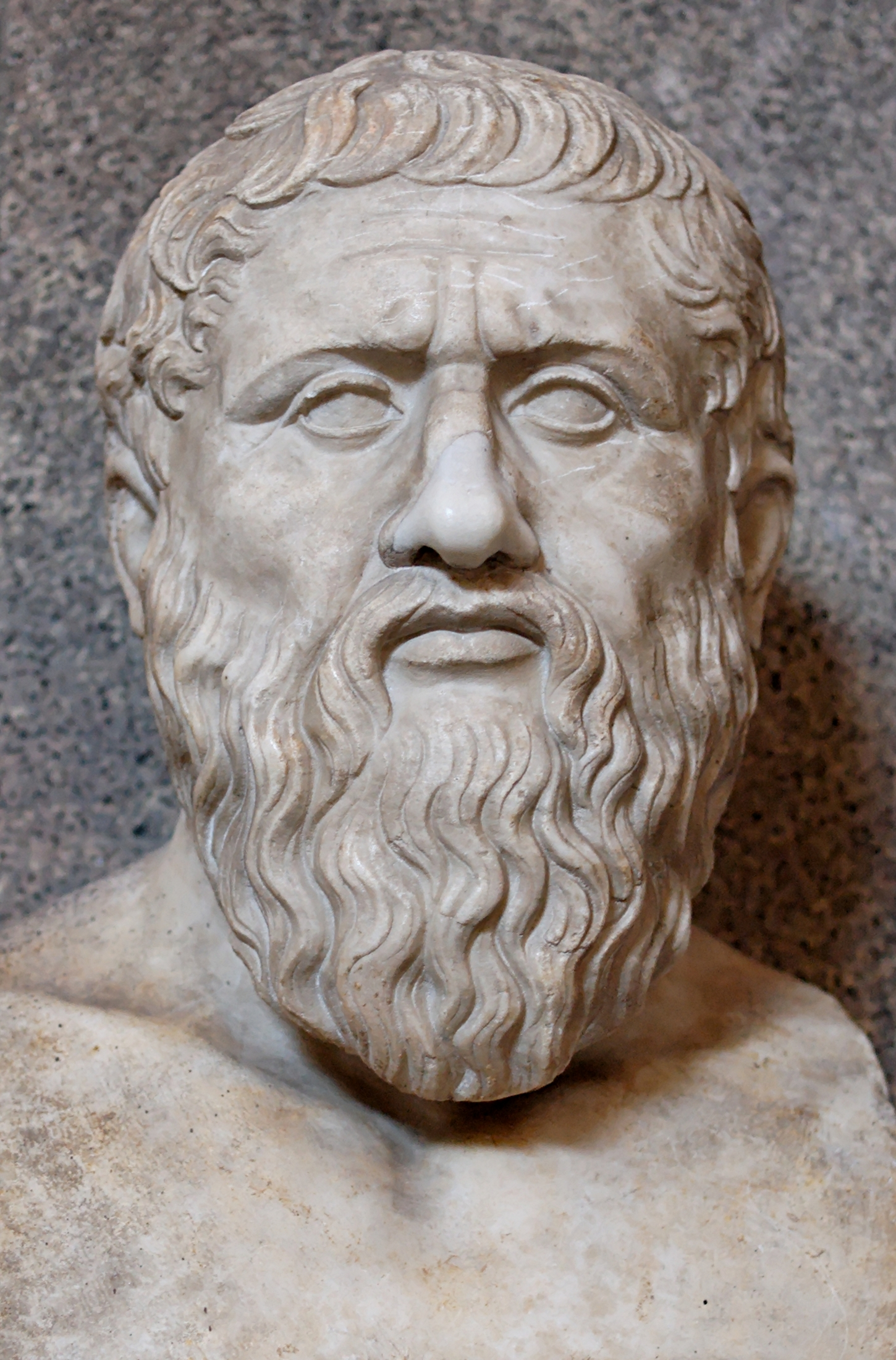
Copie d'un buste de Platon de la fin du IVe siècle av. J.-C.

Le concept est d'abord discuté par Platon dans La République, aux livres II, III et X.
Dans les livres II et III de La République, il est question de la mimèsis dans l'éducation. Platon évoque entre autres les qualités d’un discours indirect lorsqu’il est question de mythes, qui sont un moyen efficace de transmettre des vérités essentielles à l'aide de l'imitation. Cependant, il émet des réserves devant la qualité de ces mythes, qui doivent être élaborés avec soin afin de ne pas avoir d'effets néfastes sur les enfants, par exemple. Par ailleurs, Platon évoque trois formes de récits : un récit simple, relaté par le poète en son propre nom ; un récit entièrement issu d'une imitation, où le poète assume directement les paroles d'autrui, ce qui correspond à la tragédie et la comédie ; ainsi qu'un récit de la forme mixte, où s'alternent la parole du poète (narration) et celles des personnages, ce qui correspond entre autres à l'épopée. De ce fait, Platon évoque ses craintes spécifiquement envers la poésie imitative pour ce qui est de l‘éducation du peuple : l'imitation répétée de certains caractères peut engendrer une contamination de l'acteur par le personnage: il pense que le masque peut coller à la peau. C'est pour cette raison qu'il autorise aux gardiens de la cité l'imitation de personnages à condition qu'ils soient vertueux, et condamne toute imitation de personnages bas : « S'ils doivent imiter quelque chose, qu'ils imitent ce qu'il leur convient d'imiter dès l'enfance : des hommes courageux, modérés, pieux, libres, et tout ce qui s'en rapproche, et qu'ils évitent de pratiquer des actions qui ne sont pas libres ou d'imiter des choses qui sont basses, ou quoi que ce soit de honteux, de crainte de prendre goût à ce qui constitue la réalité dont provient l'imitation ».
Le récit simple est donc accepté dans la cité, le récit mixte ne l'est qu'à condition que le récit simple prime sur l'imitation, qui elle doit se limiter à l'imitation de personnages hauts, vertueux et nobles, que ce soit dans un récit mixte ou entièrement imitatif. En ne laissant la place qu'à une poésie sobre à laquelle seuls peuvent s'adonner les gardiens de la cité, Platon n'attribue à cet art, dans les livres II et III, qu'une valeur d'utilité morale.
Dans le livre X de La République, ses propos se radicalisent quelque peu, rejetant toute valeur accordée aux poètes, aux arts et à l’imitation. Platon s'interroge sur la représentation, qui n'est selon lui qu'une piètre copie de la réalité et insiste sur la primauté du réel et de la vérité. Il établit une hiérarchie de trois degrés par rapport à l’existence réelle des choses. Premièrement, il y aurait le monde des Idées. Les Idées sont les réalités immuables, éternelles, qui seules sont vraies. Elles sont la nature profonde des choses, leur essence. Elles sont l'intelligible derrière le sensible. Elles découleraient de l'Idée du Bien et le Démiurge serait celui qui les aurait formées (voir le dialogue intitulé Timée). Deuxièmement, viendraient les choses sensibles, manifestations visibles des Idées. Elles en sont les modulations, et participent aux Idées, sans toutefois les représenter adéquatement. Les artisans, pour fabriquer les choses sensibles, doivent avoir une croyance juste de ce que sont les Idées, et s'en inspirer. Sans les saisir parfaitement, un artisan connaît approximativement ce qu'est une Idée, et c'est en la contemplant qu'il pourra fabriquer une belle chose. Platon donne l'exemple du lit. C'est en se tournant vers l'Idée du lit que le menuisier est à même de construire une copie matérielle imparfaite de l'Idée du lit, qui sera néanmoins fonctionnelle. Troisièmement, viennent les imitations des choses sensibles. Platon prend l'exemple du peintre, qui pour peindre un lit, regarde le lit fabriqué par le menuisier, et non l'Idée du lit. Il copie donc une chose qui est déjà une copie. Non seulement cela, mais il le fait sans rien savoir sur le lit : il n'est pas nécessaire d'avoir une croyance exacte de la chose pour la représenter. Le poète serait comme le peintre: il chante les guerres, les exploits des grands hommes, les amours et les peines, sans nécessairement savoir de quoi elles relèvent ni avoir contemplé les Idées dont elles participent.
Les arts d'imitation sont « [...] donc doublement éloigné[s] du vrai », et c'est en raison de ce statut ontologique faible qu'ils sont bannis de la cité. Étant donné que la connaissance du vrai implique chez Platon une connaissance du bien, les arts imitatifs, en tant qu'ils déforment cette réalité des Idées, opèrent donc sur l'âme un détournement épistémologique et moral.

### La conception aristotélicienne

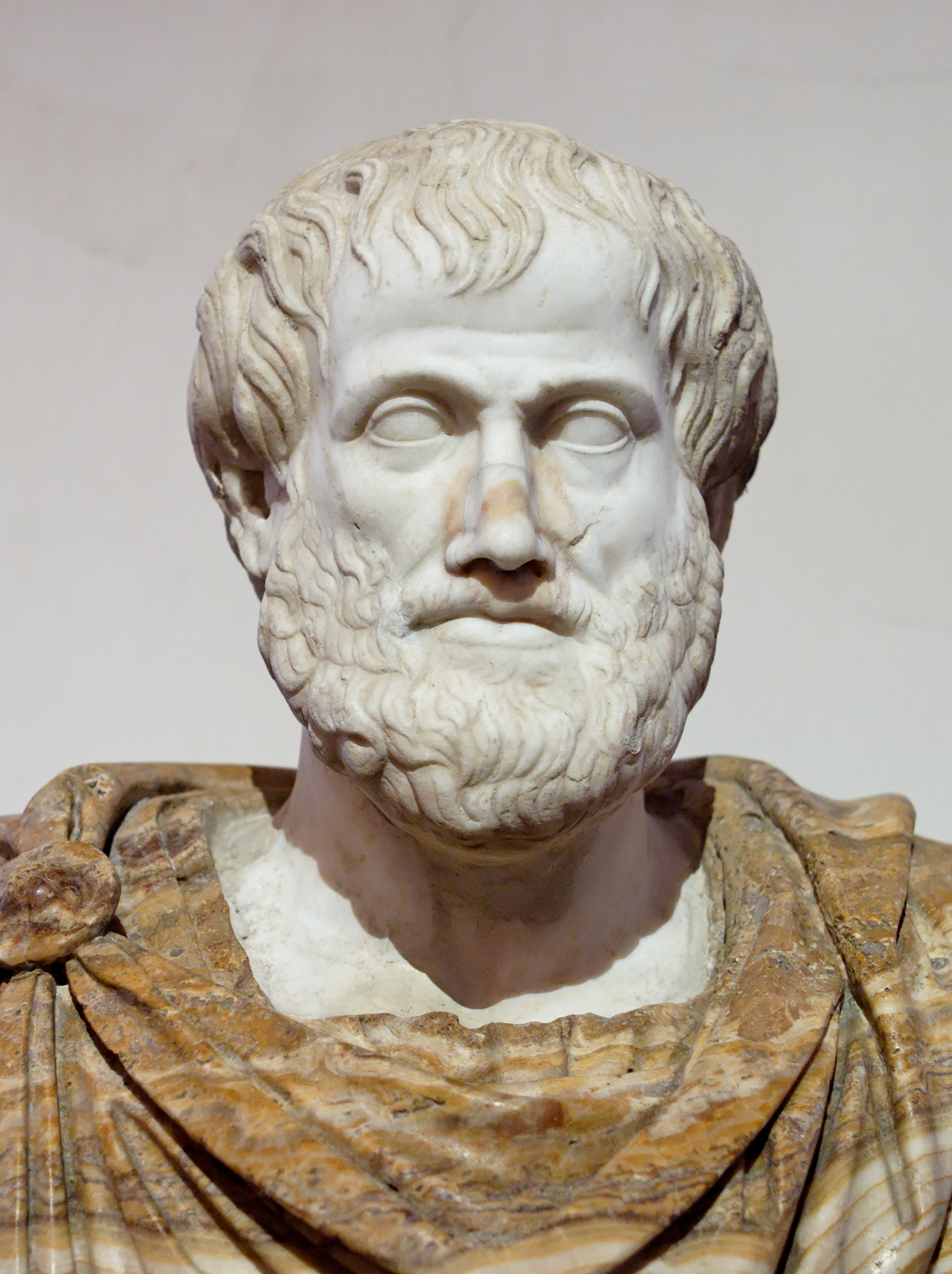
Buste en marbre d'Aristote.

Le terme est repris dans un autre sens par Aristote, qui lui donne une valeur positive et le met au cœur de sa conception de tous les arts, tandis que la mimèsis pour Platon est à distinguer de la simple narration dans la poésie. Dans la Poétique, Aristote distingue deux types de mimèsis : la simple imitation de la nature et la stylisation de celle-ci.
Aristote propose également trois façons d'imiter : comme les choses sont, comme on les dit, et comme elles devraient être. L'imitation est à la base des différents arts, notamment la tragédie, qui est définie comme « l'imitation d'une action noble, conduite jusqu'à sa fin et ayant une certaine étendue ». Suscitant la crainte et la pitié dans l'esprit du spectateur, la tragédie « accomplit la purgation (catharsis) des émotions de ce genre ». La catharsis suggère donc que la mimèsis permet un meilleur contrôle de l'âme sur ses passions, alors que Platon soutient, à l'inverse, qu'elle expose l'âme à l'influence pernicieuse de ces passions. Mais c'est même l'essence de toute la poésie qui serait dans la mimèsis ou l'imitation d'actions, plutôt que dans l'art de faire des vers. D'après Aristote, l'imitation, la mélodie et le rythme (il considère que les mètres sont une partie des rythmes), sont naturels à tous les hommes parce qu'ils avaient les meilleures dispositions naturelles en ce domaine.
En outre, selon Aristote, l'homme est une espèce qui imite « par nature ». Il se différencie des autres animaux en ce qu'ils sont des êtres fort enclins à imiter, et qu'ils commencent à apprendre au travers l'imitation. Il existe aussi une tendance commune à tous à prendre plaisir aux représentations. En effet, puisque nous aimons savoir, car cela est dans notre nature de vouloir connaître, tout ce qui nous apprend, l'imitation en premier lieu, nous procure du plaisir. Pour mieux rendre compte de cette thèse, Aristote donne l'exemple suivant : « [...] la preuve en est ce qui se passe dans les faits : nous prenons plaisir à contempler les images les plus exactes de choses dont la vue nous est pénible dans la réalité, comme les formes d'animaux les plus méprisés et des cadavres ».
C'est d'ailleurs de notre penchant pour l'imitation que serait née la poésie. Puisque l'homme désire par nature savoir, et qu'il commence à apprendre en imitant, toute imitation lui apprend et lui apporte donc plaisir. C'est de ce plaisir inhérent à l'imitation que serait née la tragédie et tous les autres arts imitatifs (comme la comédie, dont cependant Aristote ne parle que très peu).
Tout comme Platon, Aristote estime que la fonction fondamentale de la mimesis est de révéler les universaux. Toutefois, comme ceux-ci sont inextricablement liés à des événements et des personnages concrets, la tragédie excelle à faire vivre au spectateur les expériences humaines représentées. En ce sens, la mimèsis est une façon d'explorer la réalité humaine et d'en approfondir la compréhension.

### La mimèsis selon Auerbach
En 1948, Erich Auerbach publie un essai, Mimésis. La Représentation de la réalité dans la littérature occidentale. Dans celui-ci, il place la notion de mimèsis en relation avec le contexte historique dans lequel elle prend place. Selon lui, la représentation est liée à une conscience du monde et de l'histoire. Ainsi, toute œuvre littéraire est assujettie à une réalité historique, et donc à des manières de penser et d'envisager le monde. Il démontre comment la hiérarchisation des styles était possible dans l'Antiquité, mais qu'elle s'est transformée au Moyen Âge avec le christianisme. La mimésis devient alors moins cohérente, mais plus vraie. La vérité historique est basée sur la foi et non sur le détail. L'œuvre représentée se construit en réponse aux valeurs de la société de laquelle elle émane, mais aussi selon le point de vue de la société qui observe cette œuvre. Auerbach mentionne également « l'Ansatzpunkt » ou « point de départ », qui serait un appui concret et réel pour entreprendre une démarche créatrice et esthétique.

### Le modèle psychanalytique de Mauron
Charles Mauron est un critique littéraire français qui associe la mimèsis littéraire au domaine de la psychanalyse. Pour lui, le mythe est une représentation intérieure inconsciente de l’auteur qui le décrit. La psychocritique va donc chercher à dégager l’inconscient de l’auteur dans les textes qu’il a écrits. Pour Mauron, la mimèsis est une façon d’extérioriser son propre mythe, la manière dont l’auteur perçoit le monde. Ce processus créateur est toutefois inconscient, et c’est au lecteur de tenter de comprendre ce qui relie l’auteur à son œuvre. Toutefois, Barthes critiquera cette approche en soulignant qu’elle limite le texte à une « galaxie de signifiants ».

Signature de Roland Barthes.

### L’effet de réel chez Barthes
Pour Roland Barthes, le signifiant ne sert qu’à représenter la réalité. Le réel de la représentation se manifeste à travers de singuliers détails dans la description. À partir de ces petits détails, il est possible de dégager un effet de réel, qui ne correspond pas à la réalité, mais à la vraisemblance de la réalité. Ainsi, l’analyse littéraire consiste à comprendre comment les mécanismes d’imitation du réel ont été mis en place par l’auteur. Il ne doit pas y avoir de signification rattachée au détail pour que celui-ci soit considéré comme un effet de réel.

### La sociocritique de Duchet
En 1971, Claude Duchet va proposer une nouvelle façon d’envisager la représentation du réel. Il présente la sociocritique comme une façon de lire le texte selon un point de vue sociologique. Il désire par le fait même associer littérature et société, cette dernière se trouvant à l’intérieur du texte en tant que partie constitutive. Le réel, en tant que signifiant, apparaît alors comme indissociable de la société, comme une sorte d’analogon de celle-ci.

### L'analyse de Paul Ricœur
Paul Ricœur, philosophe français, a fait une critique du structuralisme qu'il voyait comme une structure basique alors que pour lui, le récit est en perpétuelle évolution. Dans sa trilogie Temps et récit, il propose donc trois formes de mimèsis : la Préfiguration (c'est le temps vécu, prénarratif), la Configuration (c'est le temps du récit, le temps de la mise en intrigue) et la Refiguration. Ces mimèsis sont cycliques, elles forment des boucles mimétiques.

### Sources antiques
- (fr) Platon (dir.), Georges Leroux et Luc Brisson, La République, Éditions Gallimard, 2008 (1re éd. 2006) (ISBN 978-2-0812-1810-9)
- Aristote (trad. Odette Bellevenue et Séverine Auffret), Poétique, Éditions Mille et une nuits, 2006, 95 p. (ISBN 978-2-842-051174)
- Pierre Pellegrin (dir.) (trad. Pierre Destrée et Pierre Chiron), Aristote : Œuvres complètes, Éditions Flammarion, 2014, 2923 p. (ISBN 978-2081273160), « Poétique ; Rhétorique »

### Études contemporaines
En général
- Claude Duchet, « Pour une socio-critique ou variations sur un incipit », Littérature, vol. 1, no 1,‎ 1971, p. 5-14 (lire en ligne)
- Michel Foucault, Les Mots et les Choses, Paris, Gallimard, 1966.
- Alexandre Gefen, La Mimèsis, Paris, Flammarion, 2002.
- Anthony Glinoer, « L’impensable référence au réel », COnTEXTES. Revue de sociologie de la littérature,‎ 12 janvier 2014 (ISSN 1783-094X, lire en ligne, consulté le 10 novembre 2016)
- Stéphane Mallarmé, « Mimique », in Igitur. Divagations. Un coup de dés, Paris, Gallimard, NRF Poésies, 1966.
- Valérie Stiénon, « Mimèsis », sur Le lexique socius, s.d.
- Jean-Yves Tadié, « La Critique littéraire au XXe siècle », s.d.
- Pierre Zima, « L’esthétique de la déconstruction, du romantisme à Nietzsche et Derrida », Multitudes,‎ juin 1992 (lire en ligne)

sur Platon
- Teisserenc Fulcran, 2022, « Mimèsis narrative et formation du caractère », Études sur la République de Platon, vol. 1 : De la justice. Éducation, psychologie et politique, M. Dixsaut (dir.)., Paris, Vrin (Tradition de la pensée classique), p. 65‑87.

- Jacques Brunschwig, « Διηγησις et µIµησις dans l’œuvre de Platon », Les Études philosophiques, vol. 181, no 1,‎ 2018, p. 49‑60

- André Gaudreault, « Mimésis et Diègèsis chez Platon », Revue de Métaphysique et de Morale, vol. 94, no 1,‎ 1989, p. 79‑92

- Philippe Saint-Germain, « Mythe et éducation : Proclus et la critique platonicienne de la poésie », Laval théologique et philosophique, vol. 62, no 2,‎ 2006, p. 301-318 (lire en ligne).

sur Aristote
- Myriam Revault d’Allonnes, « L’homme d’Aristote : animal mimétique, animal politique », Les Cahiers du GRIF, vol. 46,‎ 1992, p. 97-102 (lire en ligne, consulté le 12 février 2020).

- Daniel Babut, « Sur la Notion d' « Imitation » dans les doctrines esthétiques de la Grèce classique », Revue des Études Grecques, t. 98, nos 465-466,‎ janvier-juin 1985, p. 72-92. (lire en ligne)
- Carlos Lévy, « Aristote au Brésil : À propos du livre de Claudio William Veloso, « Aristóteles Mimético » », Bulletin de l’Association Guillaume Budé, no 2,‎ 2006, p. 123-132 (lire en ligne, consulté le 21 juillet 2020).
- Florence Dupont, Aristote ou le Vampire du théâtre occidental, Paris, Aubier, 2007.
- (en) Liberato Santoro, « Some Remarks on Aristotle's Concept of Mimesis », Revue des Études Anciennes, t. 82, nos 1-2,‎ 1980, p. 31-40. (lire en ligne)

Sur Auerbach
- Roland Bourneuf, « Erich Auerbach, Mimésis, la représentation de la réalité dans la littérature occidentale », Études littéraires, vol. 2,‎ 1er janvier 1969 (lire en ligne, consulté le 9 novembre 2016)
- Erich Auerbach (trad. Cornélius Heim), Mimésis. La Représentation de la réalité dans la littérature occidentale, Paris, Gallimard, 1968 (1re éd. 1946), 559 p.
- (en) John Baxter, « Mimesis », dans Encyclopedia of contemporary literary theory, Toronto, University of Toronto Press, 1993 (ISBN 0802059147), p. 591-593
- Robert Kahn, « Philologie et esthétique chez Erich Auerbach », sur CIELAM, Centre interdisciplinaire d’étude des littératures d’Aix-Marseille, avril 2012

Sur Derrida
- Jacques Derrida, « La Double Séance », in La dissémination, Paris, Seuil, 1972.

Sur Ricœur
- Paul Ricœur, Temps et Récit vol. 1, 2 et 3. Paris, Seuil, 1983-1985.
- Jean Zumstein, « Narrativité et herméneutique du Nouveau Testament. La naissance d'un nouveau paradigme », Revue théologique de Louvain, vol. 40ᵉ année, no 3,‎ 2009, p. 324-340. (lire en ligne)

Sur Gadamer
- Marie-Andrée Ricard, « La théorie gadamérienne de la mimésis », Laval théologique et philosophique, vol. 53, no 1,‎ février 1997, p. 27–41 (lire en ligne)

Sur Duchet
- Brynja Svane, « Claude Duchet (réd): Sociocritique. Nathan-Université, Paris, 1979. », Revue Romane, vol. 1,‎ 1er janvier 1981 (lire en ligne)